# Правило Шерона
Правило Шерона (правило пяти) — позволяет быстро оценивать некоторые типы окончаний «ладья и пешка против ладьи», когда пешка ещё не перешла демаркационную линию, король слабейшей стороны отрезан от неё, а ладья атакует пешку с фронта. Правило гласит: «если номер ряда, в котором расположена пешка, в сумме с числом вертикалей, отделяющих её от короля слабейшей стороны, не превышает 5, то позиция ничейная. Если превышает, то пешка проходит в ферзи».
Впервые сформулировано Андре Шероном в 1927 году для центральной или слоновой пешек. Для позиций с коневой пешкой Шерон вывел аналогичное «правило шести», но Н. Григорьев в 1936 году обнаружил, что в ряде случаев это правило не действует.